# Weitersfelden
Weitersfelden è un comune austriaco di 1 039 abitanti nel distretto di Freistadt, in Alta Austria; ha lo status di comune mercato (Marktgemeinde).